# Šašinci
Šašinci (ćir: Шашинци) je naselje u općini Srijemska Mitrovica u Srijemskom okrugu u Vojvodini.

## Stanovništvo
Prema popisu stanovništva iz 2002. godine u naselju Šašinci živi 1.830 stanovnika, od čega 1.494 punoljetna stanovnika s prosječnom starosti od 41,2 godina (38,6 kod muškaraca i 43,8 kod žena). U naselju ima 613 domaćinstva, a prosječan broj članova po domaćinstvu je 2,99.
Prema popisu iz 1991. godine u naselju je živjelo 1.928 stanovnika.
| Etnički sastav 2002. |            |        |
| Narod                | Stanovnika |        |
| Srbi                 | 1.754      | 95,84% |
| Ukrajinci            | 27         | 1,47%  |
| Jugoslaveni          | 9          | 0,49%  |
| Hrvati               | 6          | 0,32%  |
| Crnogorci            | 2          | 0,10%  |
| Mađari               | 1          | 0,05%  |
| Nijemci              | 1          | 0,05%  |
| Slovaci              | 1          | 0,05%  |
| Romi                 | 1          | 0,05%  |
| Rumunji              | 1          | 0,05%  |
| nepoznato            | 8          | 0,43%  |

| broj stanovnika | 2087  | 2029  | 2106  | 2067  | 1983  | 1928  | 1830  |
|                 | 1948. | 1953. | 1961. | 1971. | 1981. | 1991. | 2001. |

## Vanjske poveznice
- Karte, položaj vremenska prognoza
- Satelitska snimka naselja